# Zdzisław Hordyński-Juchnowicz
Zdzisław Hordyński-Juchnowicz (ur. 31 lipca 1857 w Brzeżanach, zm. 12 stycznia1929 we Lwowie) – polski lekarz, doktor medycyny, generał dywizji Wojska Polskiego.

## Życiorys

### Służba w cesarskiej i królewskiej armii
Był synem Joachima. Studiował na Wydziale Lekarskim Uniwersytetu Jagiellońskiego. W 1881 uzyskał dyplom lekarski. W 1879 rozpoczął pełnić zawodową służbę wojskową w cesarskiej i królewskiej armii. Od 1887 służył w Zadarze, w ówcześnie austriackiej Dalmacji. Przeniesiony do Krakowa, do kliniki chirurgicznej profesora Ludwika Rydygiera. Następnie został ordynatorem Oddziału Chirurgicznego. Do 1906 był komendantem 15 Garnizonowego Szpitala Wojskowego w Krakowie. Przeniesiony do Wiednia wykładał w Wojskowo-Lekarskiej Szkole Aplikacyjnej. W 1911 został mianowany na stopień generalnego lekarza sztabowego (odpowiednik stopnia generała majora). W 1912 mianowany komendantem Szkoły Aplikacyjnej. W 1915 na własną prośbę przeniesiony w stan spoczynku.

### Służba w Wojsku Polskim
Od listopada 1918 kierował służbą sanitarną w walkach o Lwów. 28 grudnia 1918 przyjęty do WP w stopniu generała podporucznika. Został szefem Departamentu Sanitarnego Ministerstwa Spraw Wojskowych i naczelnym lekarzem WP. 17 stycznia 1920 na własną prośbę zwolniony ze stanowiska z podziękowaniem Naczelnego Wodza za dotychczasową służbę. 20 lutego 1920 został zwolniony z funkcji przewodniczącego Przygotowawczej Subkomisji Weryfikacyjnej dla oficerów lekarzy, podlekarzy i oficerów sanitarnych. Obowiązki szefa departamentu i przewodniczącego podkomisji weryfikacyjnej przekazał płk. lek. Franciszkowi Zwierzchowskiemu. 26 października 1923 Prezydent RP zatwierdził go w stopniu generała dywizji. Swoją bogatą bibliotekę lekarską ofiarował Oficerskiej Szkole Sanitarnej.

## Awanse
- asystent lekarza (Assistenzarzt)
- starszy lekarz (Oberarzt)
- lekarz pułku (Regimentsarzt)
- lekarz sztabowy (Stabsarzt) – 1899
- starszy lekarz sztabowy 2 klasy (Oberstabsartzt 2 Klasse) – 1902
- starszy lekarz sztabowy 1 klasy – 1906
- generalny lekarz sztabowy (Generalstabsarzt) – 1911

- generał podporucznik lekarz
- generał dywizji – 26 października 1923

## Ordery i odznaczenia
- Krzyż Komandorski z Gwiazdą Orderu Franciszka Józefa (1915, Austria)[6]
- Kawaler Orderu Korony Żelaznej III klasy[7]
- Kawaler Orderu Franciszka Józefa[7]
- Złoty Krzyż Zasługi Cywilnej z koroną[7]
- Medal Jubileuszowy Pamiątkowy dla Sił Zbrojnych i Żandarmerii[7]
- Krzyż Jubileuszowy Wojskowy[7]